# 塔尼特
塔尼特是古迦太基的一位女神。
塔尼特的信仰发源于地中海西部，从马耳他至加的斯。迦太基继承了这个信仰之后，她被等同于腓尼基神话里的战争女神阿斯塔蒂。
前5世纪的时候，塔尼特在迦太基信仰里的地位很高，是主神巴耳·哈蒙之妻。她还是战神、童贞女神和哺乳女神，另外还是繁衍的象征。迦太基军旗的图案由圆盘和新月组成，其中圆盘代表太阳神巴耳·哈蒙，新月则代表月神塔尼特。
迦太基仍曾使用杀死幼童献祭的方式来祭祀巴耳·哈蒙和塔尼特。这种献祭在迦太基灭亡后仍然存在，直到被罗马皇帝提比略废除为止。
在迦太基被罗马灭亡之后，被等同于罗马神话里的朱诺，并在古罗马各地区得到广泛崇拜供奉与传播。古代柏柏尔人也崇拜塔尼特。处在罗马统治之下的埃及也受到影响，将塔尼特与战神奈特(安奈，巴力哈達的妹妹，亦為他的妻子，Anat,Anath)相等同。

## 参考

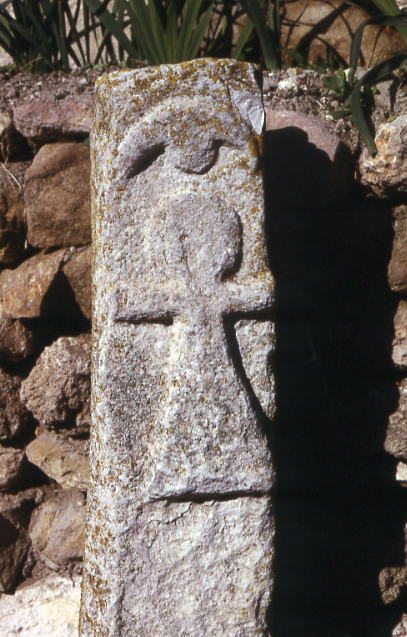
塔尼特的相关文物

## 扩展阅读
- Markoe, Glenn E. . Peoples of the Past. Berkeley, Calif.: University of California Press. 2000  [2013-12-03]. ISBN 9780520226142. OCLC 45096924. （原始内容存档于2018-12-26）.